# Рикенелла оранжевая
Рикене́лла оранжевая, рикенелла шпенёк, рикенелла булавка, или рикенелла вдавленная (лат. Rickenélla fíbula) — вид грибов-базидиомицетов, входящий в род Рикенелла семейства Рикенелловые (Rickenellaceae).

## Описание
Плодовые тела шляпконожечные, маленькие. Шляпка взрослых грибов не превышает 4—14 мм в диаметре, у молодых грибов плоско-выпуклая до уплощённой, с небольшим углублением в центре, затем вдавленная до воронковидной, гигрофанная, просвечивающе-полосчатая. Окраска шляпки во влажную погоду бледно-жёлто-оранжевая до оранжево-красной, изредка оранжево-коричневая или коричневато-палевая, при подсыхании бледнеет.
Пластинки частые, переплетающиеся, сильно нисходящие на ножку, беловатые, бледно-оранжевые или бледно-палевые, со слабо бахромчатым краем.
Мякоть гигрофанная, очень тонкая, одноцветная с поверхностью, без запаха, при растирании иногда с запахом мёда.
Ножка 1,7—4 см длиной и 0,04—0,15 см толщиной, ровная, цилиндрическая, одного цвета со шляпкой, короткоопушённая, у основания беловолокнистая.
Споровый отпечаток белого цвета. Споры 5—7×2,5—3,5 мкм, удлинённо-эллиптические. Базидии четырёхспоровые, 16—22×4—6 мкм. Хейлоцистиды и плевроцистиды веретеновидные, разбросанные.
Не имеет пищевой ценности.

### Сходные виды
- Rickenella mellea (Singer & Clémençon) Lamoure, 1979 — обычно встречается на мхах рода Бриум, отличается желтовато-палевой окраской и более крупными спорами — 6,5—8,5×2,5—4 мкм.

## Экология и ареал
Произрастает среди зелёных и сфагновых мхов на влажных участках леса, встречается часто. Широко распространена в Северном полушарии.

## Синонимы
- Agaricus fibula Bull., 1784 : Fr., 1821basionym
- Gerronema fibula (Bull.) Singer, 1961
- Hemimycena fibula (Bull.) Singer, 1943
- Hygrocybe fibula (Bull.) Fayod, 1889
- Marasmiellus fibula (Bull.) Singer, 1948
- Micromphale fibula (Bull.) Gray, 1821
- Mycena fibula (Bull.) Kühner, 1938
- Omphalia fibula (Bull.) P.Kumm., 1871
- Omphalina fibula (Bull.) Quél., 1886
- Omphalopsis fibula (Bull.) Murrill, 1916
- Rickenella aulacomniophila G.Kost, 1984